# Haarziegelhütte
Haarziegelhütte ist ein Gemeindeteil des Marktes Hohenfels im Landkreis Neumarkt in der Oberpfalz in Bayern.

## Geographische Lage
Der Weiler liegt im oberpfälzischen Jura der Südlichen Frankenalb südwestlich Hohenfels auf ca. 460 bis 475 m ü. NHN. Nahe Erhebungen im Norden und Süden steigen bis auf 555 m ü. NHN an. Haarziegelhütte ist zu erreichen über eine Gemeindeverbindungsstraße von Hohenfels her, die in westlicher Richtung weiter zur Kreisstraße NM 34 führt. Circa 3,5 km südlich verläuft die Bundesautobahn 3; die nächsten Anschlussstellen (AS) sind die AS 94 Parsberg und die AS 95 Beratzhausen.

## Geschichte
Im Königreich Bayern wurde im Landgericht Parsberg (später Landkreis Parsberg) mit dem zweiten bayerischen Gemeindeedikt von 1818 die Ruralgemeinde Großbissendorf mit zehn Orten gebildet, ohne dass darunter eine Ziegelhütte genannt ist. Erst im Zuge der Bayerischen Uraufnahme (1808–1864) erscheint bei Hohenfels im Bereich der heutigen Haarziegelhütte eine Ansiedelung „Ziegelhütte“. Um 1838 findet man die Unterscheidung zwischen „Ziegelhütten am Bach“ und „Ziegelhütten am Haar“, wobei „Haar“ laut der Bayerischen Uraufnahme eine Flurbezeichnung war; „Ziegelhütten am Bach“ bezieht sich sicherlich auf die Hohenfelser Ziegelhütte am Forellenbach. 1964 erscheint der Weiler „Haarziegelhütte“ als Gemeindeteil von Großbissendorf. Diese Gemeinde mit zuletzt neun Orten wurde zum 1. Mai 1978 nach Hohenfels eingemeindet. Seitdem ist Haarziegelhütte ein Gemeindeteil von Hohenfels.

### Gebäude- und Einwohnerzahl
- 1838: 7 „Seelen“, 1 Haus in „Ziegelhütten am Haar“[5]
- 1861: 9 Einwohner, 2 Gebäude[6]
- 1871: 5 Einwohner, 4 Gebäude, an Großviehbestand 1873 5 Stück Rindvieh[7]
- 1900: 12 Einwohner, 2 Wohngebäude[8]
- 1925: 10 Einwohner, 2 Wohngebäude[9]
- 1950: 14 Einwohner, 2 Wohngebäude[10]
- 1970: 16 Einwohner[11]
- 1987: 14 Einwohner, 4 Wohngebäude, 4 Wohnungen[1]

Heute besteht Haarziegelhütte aus zwei durch Feld und Wald getrennte Ansiedelungen, der historischen mit der Hausnummer 1 und der etwa 300 m weiter östlich gelegen jüngeren mit den Hausnummern 2 bis 9. Dort hat der TSV Hohenfels seinen Sportplatz mit Sportheim.

### Kirchliche Verhältnisse
Haarziegelhütte gehörte im 19./20. Jahrhundert zur katholischen Pfarrei Hohenfels im Bistum Regensburg. Die Kinder gingen im 19. Jahrhundert und um 1900/1925 nach Hohenfels, um 1950 nach Großbissendorf in die katholische Schule. Heute gehört der Weiler zum Sprengel der Grundschule Hohenfels.